# 张晓冰
张晓冰（1919年—2002年），男，直隶（今河北）丰润人，中华人民共和国军事人物，中国人民解放军少将，曾任中国人民解放军海军南海舰队副司令员。